# Blatná (zámek)
Blatná je hrad přestavěný na zámek ve stejnojmenném městě v okrese Strakonice v Jihočeském kraji. Zámek je soukromým majetkem a v turistické sezóně je přístupný veřejnosti. Zámecký park je přístupný celoročně a celý areál je chráněn jako kulturní památka.

## Historie
Své jméno získal hrad a po něm i osada, jež při něm vyrůstala, od bažin, uprostřed kterých byl postaven. První písemná zmínka o „blatném hradě“ pochází z roku 1235. Z původního hradu se dodnes dochovaly pouze zbytky románské kaple ze 13. století, které byly vykopány v roce 1926.
Od 13. století patřil hrad do majetku pánů Bavorů ze Strakonic. Podle zprávy z roku 1253 zde sídlili Johanité a od roku 1391 páni z Rožmitálu. Tehdy také prošel hrad první významnou přestavbou.
Nejvýznamnější doba hradu nastala v 15. století. Tehdy jej vlastnil královský purkrabí Zdeněk Lev z Rožmitálu, jenž si zde vybudoval reprezentativní sídlo. Přestavbu paláce, hradní zdi a vodního příkopu vedl Benedikt Rejt. pro Zdeňka Lva z Rožmitálu, pro něhož byla vyzdobena také Zelená světnice, jeden z prvních světských interiérů s nástěnnou malbou ve stylu renesančního umění. Po smrti Zdeňka Lva roku 1535 přešel hrad roku 1541 do majetku rodu Šternberků. Ti jej roku 1579 prodali Janu z Rozdražova, který pocházel z Polska. Jeho syn Václav vystavěl na severní straně nový renesanční palác.
V roce 1695 hrad získal rod uherských hrabat Serényiů, za jejichž vlády zámek vyhořel. To si vyžádalo značné opravy, k nimž došlo v letech 1763–1767. Serényiové podpořili také vznik dalších staveb v Blatné i okolí. V roce 1798 koupil Blatnou baron Karel Hildprandt. Hildprandtové zámek vlastnili až do konfiskace v letech 1948–1952. Za nich došlo k úpravě obory na anglický park, byla zbourána románská kaple a některé další budovy a přestavěny některé paláce. K poslední větší úpravě došlo za Roberta Hildprandta v letech 1850–1856, kdy byl zámek pod vedením architekta Bernarda Grubera regotizován.
Po roce 1989 se Kornelie Hildprandtová (1916–2014) a její dcery Josefina (1938–2020) a Jana (* 1947), každá se svým synem, vrátily zpět z emigrace do vlasti a po restituci v roce 1992 pokračují dále v rozsáhlé v rekonstrukci zámku.

## Stavební podoba

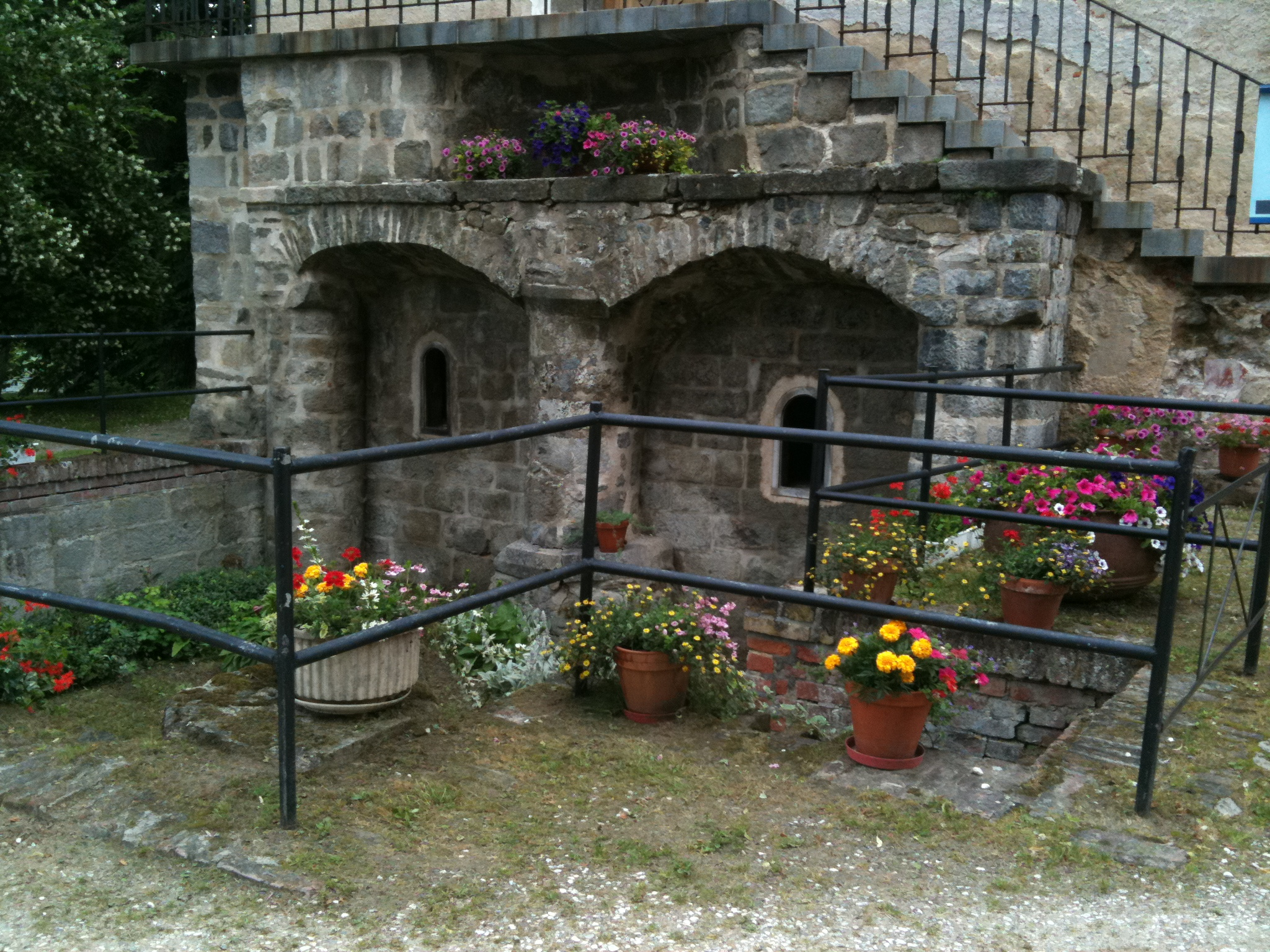
Pozůstatky románské místnosti pod bývalou kaplí

Románský hrad byl postaven na malém skalnatém návrší obklopeném bažinatým terénem. Měl polygonální půdorys vymezený hradbou a na západní straně stával zalomený palác. Jeho součástí byla kaple, pod níž se nacházela místnost zaklenutá čtveřicí křížových kleneb podepřených středovým sloupem. V blíže neznámé době, během 13. nebo 14. století, byl hradbou opevněn také prostor předhradí, přičemž nová hradba obepínala hradní jádro formou parkánu. Nejspíše koncem druhé poloviny 14. století byly u bočních stran jádra postaveny nové paláce, čímž Blatná získala charakter hradu dvoupalácového typu.
Přibližně v sedmdesátých letech 15. století byla zbořena hradba v čele hradního jádra a prostor předhradí byl upraven mohutnou navážkou. Poté byla postavena čtverhranná vstupní věž s obytnými prostorami a freskovou výzdobou z doby okolo roku 1480. V sousedství brány byla vybudována nová kaple, jejíž polygonální kněžiště vystupuje z obvodu hradu. Benedikt Rejt výrazně přestavěl jižní palác v bývalém hradním jádře na dvoupatrovou budovu s hrázděnou nástavbou. Sklep a přízemí byly klenuté, zatímco pokoje ve vyšších podlažích měly stropy ploché. Jejich interiéry osvětlují rozměrná renesanční okna. Obě delší stěny obsahují nad úrovní přízemí arkýře s lunetovými klenbami. Komunikaci mezi patry umožňovala točitá schodiště a nové dvouramenné hlavní schodiště. Původní přístavek na západní straně paláce byl upraven romantickou terasou. Hlavní obrannou stavbou se v té době stal obvodový val navršený v přilehlém rybníku.

## Zámecký park
Zámecké nádvoří je spojeno s parkem a rozsáhlou oborou, která v 17. století patřila k největší v Čechách a chovala se v ní i dravá zvěř. Zachovaly se zde stoleté duby o nichž se vypráví, že pod nimi za mladých let sedávala Johana z Rožmitálu. František Hildprandt nechal oboru upravit aby připomínala anglické parky. Upravena ovšem byla jen přední část, ta zadní byla ponechána v původním stavu. V roce 1815 v období napoleonských válek, nechal František Hildprandt zaměstnat místní obyvatele stavbou umělé jeskyně, aby jim v období nedostatku zajistil obživu. V tehdejším parku se nacházela také Oranžérie, myslivna nebo švýcarský dům. Tyto stavby zde již dnes nenajdeme. V současné době na zámecký park navazuje obora se stádem daňků skvrnitých. Areál obory s rybníkem Naděje a přilehlým pravým břehem Lomnice je chráněn jako přírodní památka Blatná.

## Zámek ve filmu
Zámek Blatná nebo jeho blízké okolí se objevily v následujících filmech a pohádkách:
- Bílá paní (1965, režie: Zdeněk Podskalský)
- Šíleně smutná princezna (1968, režie: Bořivoj Zeman)
- Dívka s flétnou (E02, seriál Příkopy, 2007, režie: Jaroslav Hanuš)
- Křišťálek meč (2007, režie: Jitka Němcová)
- Místo zločinu České Budějovice (7. díl – Kniha hříchů, 2023, režie: Jan Hřebejk)

## Galerie

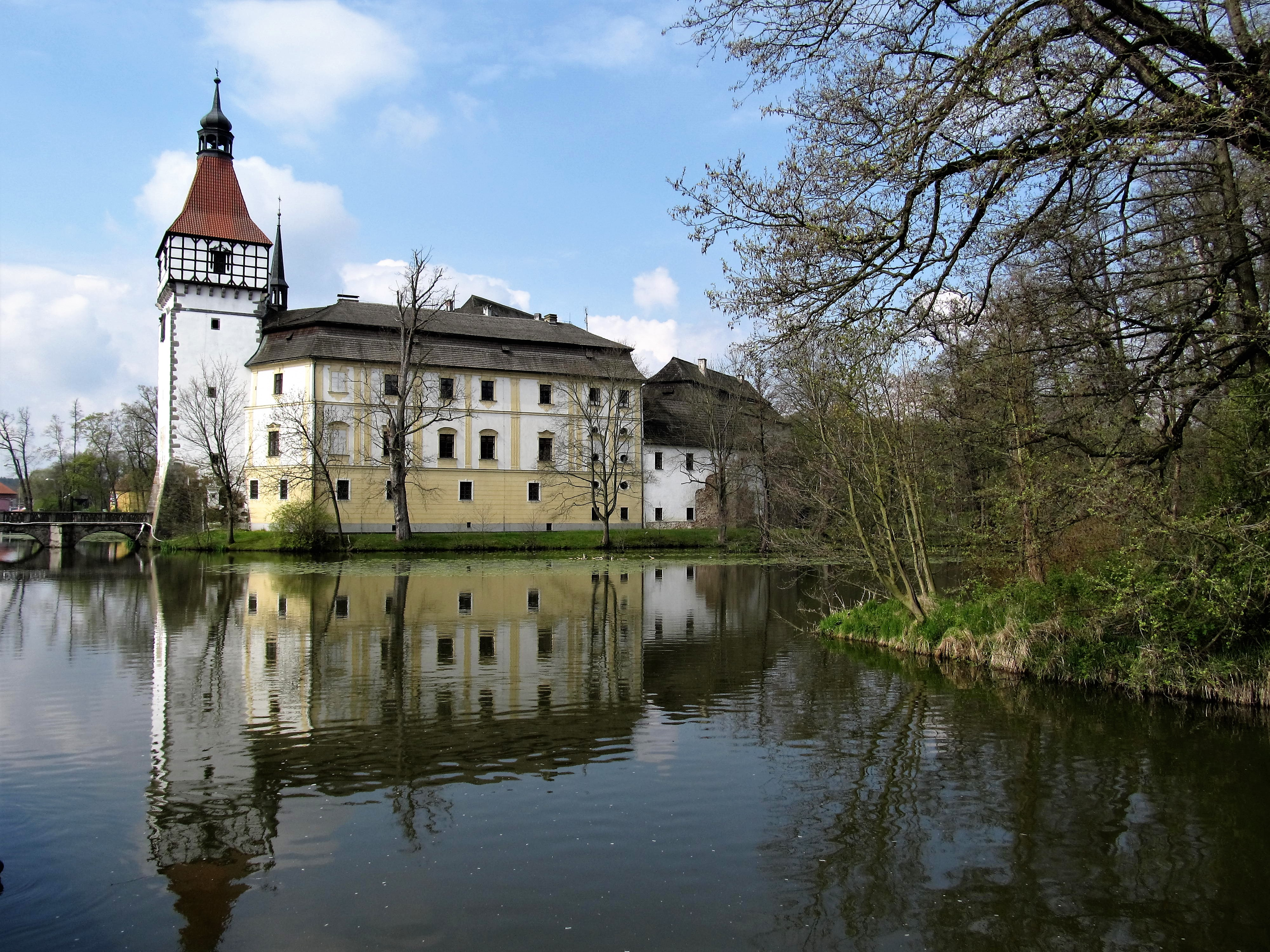
Pohled od severu
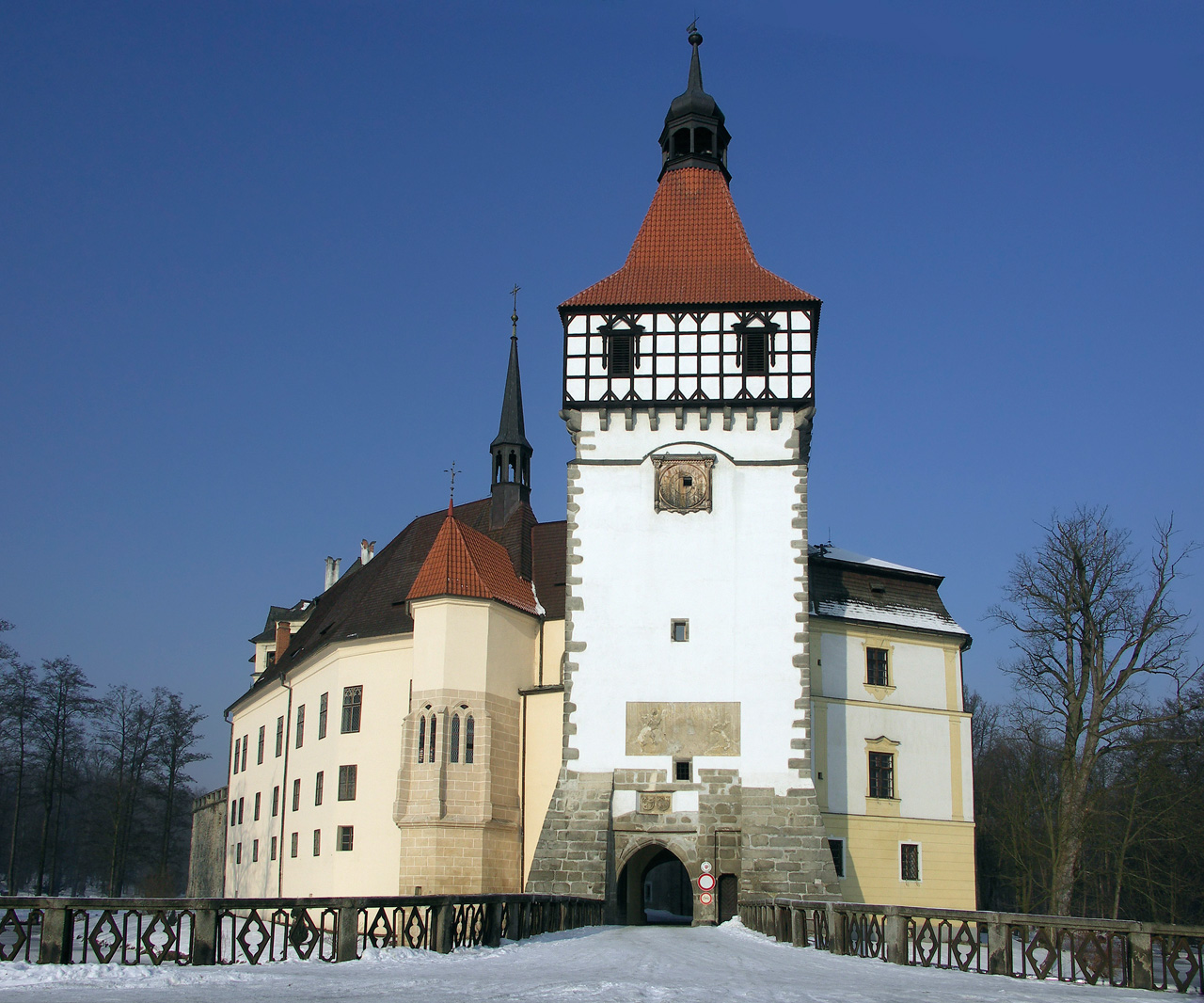
Vstupní brána
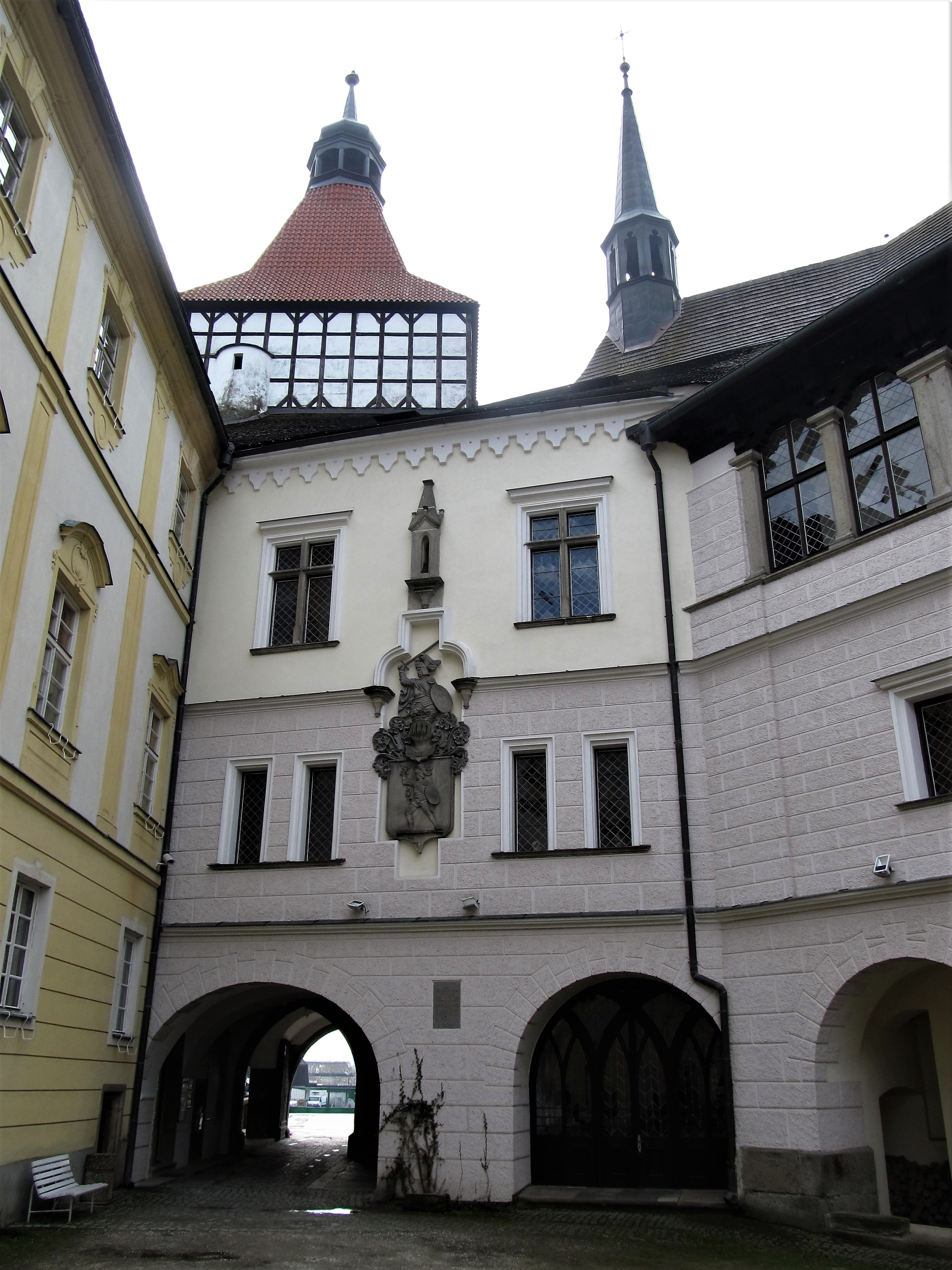
Zámecké nádvoří
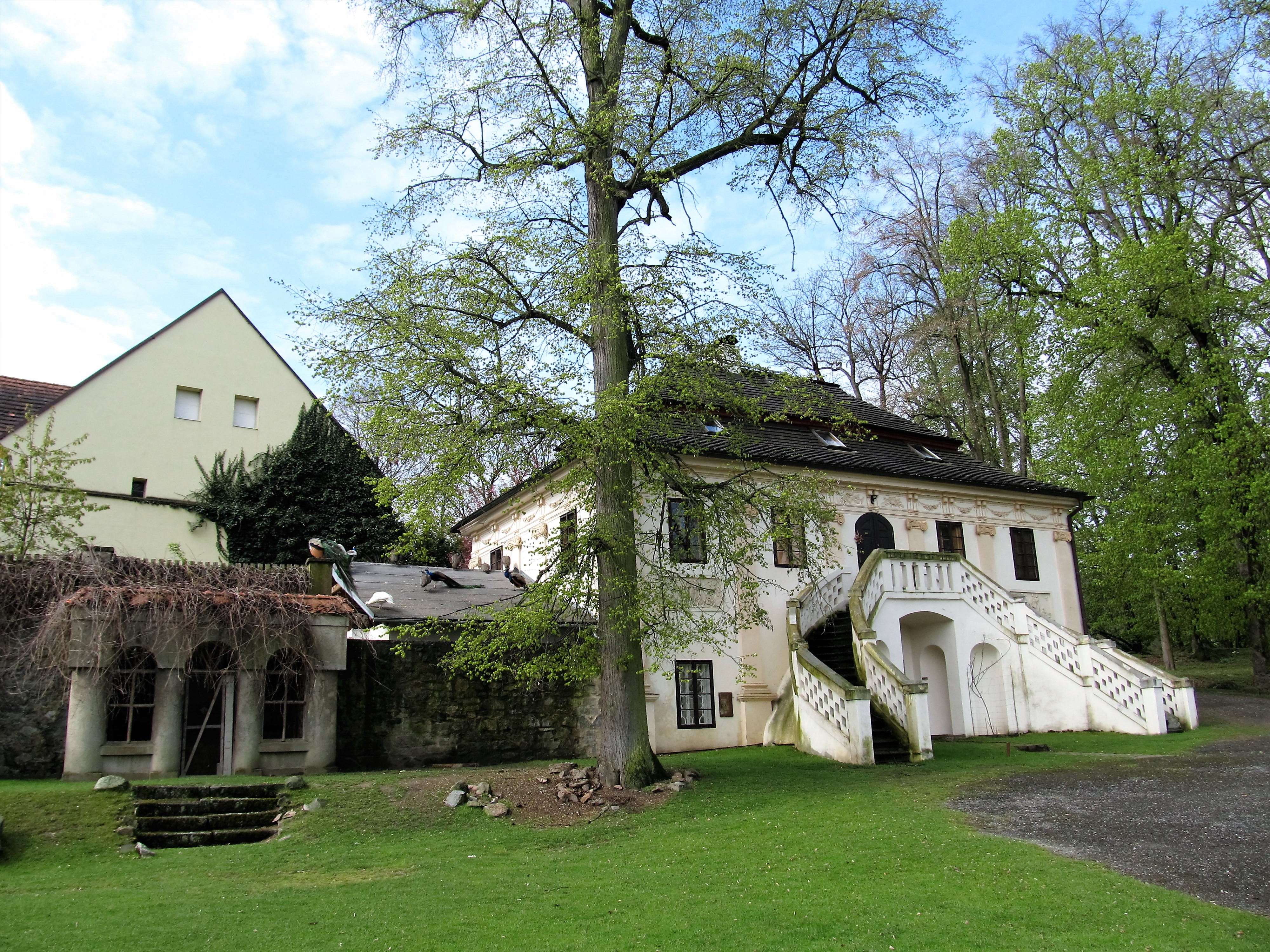
Zámecký park s letohrádkem
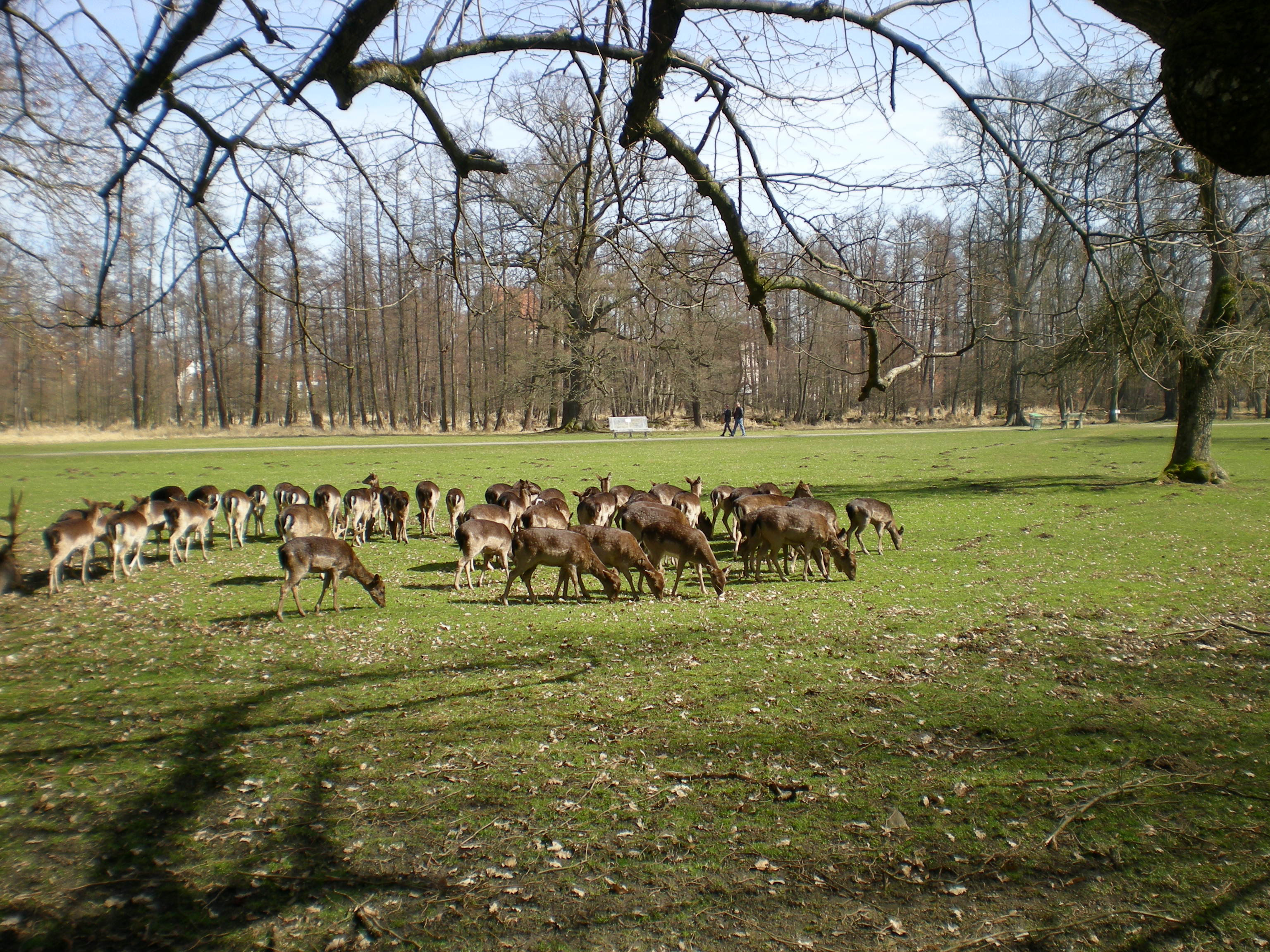
Chov daňků v parku